# Jackass: Numer dwa
Jackass: Numer dwa (ang. Jackass: Number Two) – amerykańska komedia z 2006 roku w reżyserii Jeffa Tremaine'a. Kontynuacja filmu Jackass: Świry w akcji z 2002 roku.

## Fabuła
Johnny Knoxville wraz z grupą swoich zwariowanych przyjaciół, m.in. Bamem Margerą, Party Boyem, Steve’em-O, Ryanem Duunem i Wee Manem, mają szalone pomysły. Tym razem uciekają przed stadem wściekłych byków, urządzają rodeo na wężu strażackim pod wysokim ciśnieniem, czy zjeżdżają na nartach w warunkach domowych.

## Obsada
- Johnny Knoxville
- Bam Margera
- Ryan Dunn
- Chris Pontius
- Steve-O
- Dave England
- Ehren McGhehey
- Preston Lacy
- Jason Acuña